# Мтетва
Мтетва — племенное вождество в Южной Африке, возникшее в XVIII веке. Находилось в восточной части Южной Африки, к югу от залива Делагоа. Иногда называлось империя Мтетва. «Mthethwa» в переводе означает «тот, кто правит».
Из исторических источников известно, что племена мтетва происходили от народа нгуни. Они были одной из ветвей многочисленного народа нгуни, покинувших Великие озера в Центральной Африке между 200 и 1200 годами. После прибытия в Южную Африку мтетва поселились в районе современного Свазиленда, главным образом, в горах Лумомбо. В XVII веке мтетва переселились в современную провинцию Квазулу-Наталь, в регион Нкандла. В состав племенного вождества Мтетва входило более 30 племен. В отличие от своего преемника, королевства Зулу, Мтетва было конфедерацией родственных племен и родов.
Наибольшего могущество и влияния Мтетва достигло в правление вождя (инкоси) Дингисвайо (1810—1817). Дингисвайо значительно усилил войско племени мтетва (ввёл новую организацию войска, улучшил обучение воинов). Создал союз племён, обитавших между реками Тугела и Умфолози. В начале XIX века он заключил союз с племенем тсонга и начал торговать с португальцами в Мозамбике.
Дингисвайо вёл борьбу с другим племенным объединением ндвандве под руководством инкоси Звиде. В 1817 году Дингисвайо предпринял очередной поход на владения Звиде, был взят в плен и казнен. Остатки племени мтетва вошли в состав зулусского королевства, правителем которого был Чака, ближайший сподвижник и главный военачальник Дингисвайо. Объединенные силы зулусов и мтетва одержали полную победу над ндвандве. Зулусы переняли от мтетва сильную военную организацию, основанную на систематическом обучении воинов, разделении войска на несколько крупных военных подразделений (амабуто), а самое главное, на железной дисциплине — что позволило им в период мфекане установить гегемонию на сопредельных территориях. Мтетва были одним из первых народов группы нгуни, которые стали использовать огнестрельное оружие (исибаму).